# John Basilone
John Basilone (ur. 4 listopada 1916 w Buffalo, zm. 19 lutego 1945 na Iwo Jimie) – żołnierz amerykańskiej armii oraz piechoty morskiej, uczestnik II wojny światowej. Za dokonania w bitwie o Guadalcanal odznaczony Medalem Honoru. Zginął w bitwie o Iwo Jimę. Pochowany na cmentarzu w Arlington.

## Życiorys
John Basilone urodził się w Buffalo, w rodzinie włoskich imigrantów. Wychował się w miejscowości Raritan, New Jersey. W 1934 r., zaciągnął się do amerykańskiej armii. Służył trzy lata na Filipinach. Od nazwy stolicy Filipin pochodził jego późniejszy pseudonim Manila John. Powrócił do Stanów Zjednoczonych i podjął pracę jako kierowca ciężarówki w Reisterstown, Maryland. W lipcu 1940 roku wstąpił ponownie do sił zbrojnych USA, tym razem do korpusu piechoty morskiej. Odbył szkolenie w bazie Quantico i został wysłany do Guantanamo na Kubie. Po przystąpieniu Stanów Zjednoczonych do wojny został wysłany, jesienią 1942 roku na Guadalcanal w składzie 2 batalionu, 7 pułku, 1 dywizji USMC. Podczas bitwy, jako obsługujący karabin maszynowy, wykazał się odwagą, walecznością i determinacją. Za swoje osiągnięcia został odznaczony Medalem Honoru i odesłany do Stanów Zjednoczonych.
Podróżując po kraju brał udział w licznych paradach i zajmował się sprzedażą obligacji wojennych, jednocześnie starając się o przywrócenie do służby na froncie. Dowództwo nie wyrażało zgody argumentując, że Basilone jest bohaterem i zbyt cennym człowiekiem, dzięki któremu pozyskiwano fundusze rządowe. Pod koniec 1943 roku, przyjęto ostatecznie kolejny wniosek i Basilone został skierowany do bazy Pendleton.

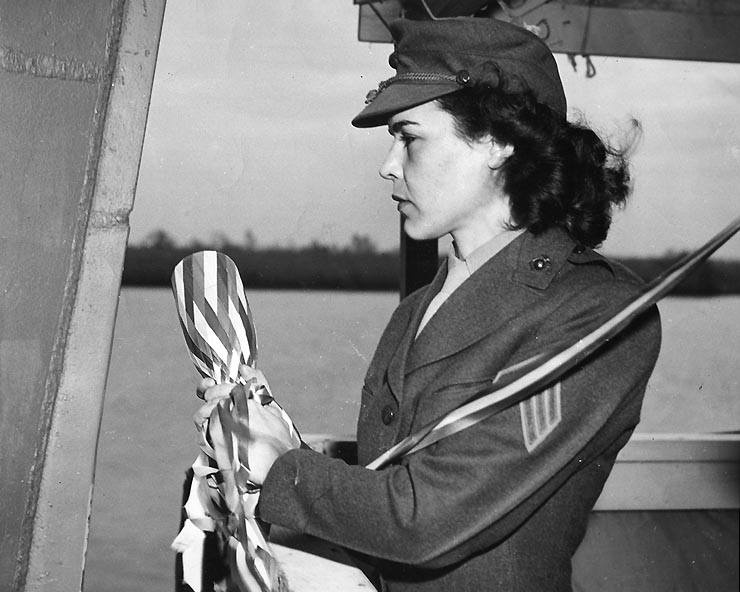
Lena Basilone

W Pendleton poznał swoją przyszłą żonę Lenę Mae Riggi, kobietę w służbie korpusu w stopniu sierżanta. Ślub został zawarty 10 lipca 1944 w Oceanside. Miesiąc miodowy spędzili u rodziców Leny w Portland.
19 lutego 1945 brał udział w inwazji na Iwo Jimę, w składzie 1 batalionu, 27 pułku, 5 dywizji. Lądował na odcinku Red Beach II jako dowódca obsługi karabinu maszynowego. Podczas pierwszego dnia walk o Iwo Jimę po raz kolejny udowodnił swoją odwagę i operatywność podczas walki. Walczył w kilku starciach, niszcząc japońskie umocnienia. Zginął wskutek wybuchu granatu moździerzowego, w pobliżu lotniska.
Oprócz Medalu Honoru został jeszcze pośmiertnie odznaczony Krzyżem Marynarki i Purpurowym Sercem. Jest jedynym marines II wojny światowej odznaczonym trzema medalami. Pochowany na cmentarzu w Arlington

## Upamiętnienie

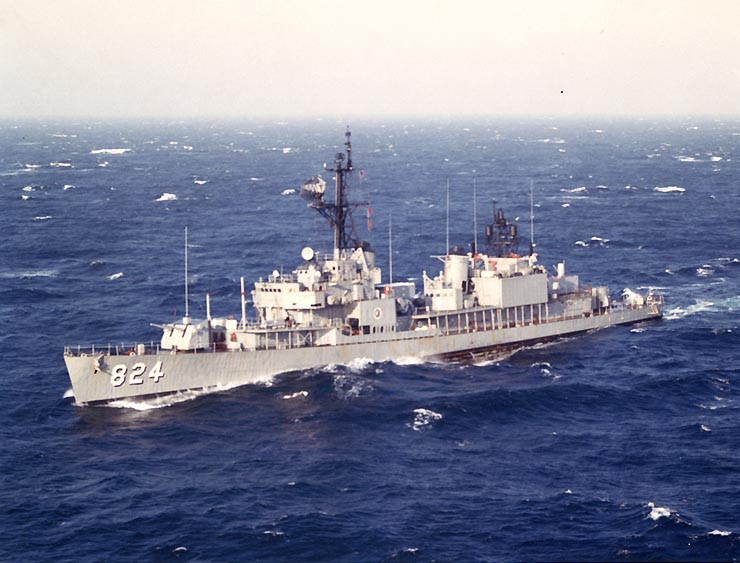
Niszczyciel USS „Basilone”

- John Basilone jest jednym z bohaterów serialu telewizyjnego Pacyfik
- Jest przedstawiony na jednym z czterech znaczków pocztowych z serii Distinguished Marines wydanych przez US Postal Service[8]
- W Raritan wystawiono mu pomnik[9]
- Jego imieniem nazwano:
  - Niszczyciel typu Gearing USS „Basilone”
  - Basilone Bridge w New Brunswick
  - Piazza Basilone w San Diego[10]